# Rokytnice (Vsetín)
Rokytnice (dřívější i Roketnice) byla obec na Moravě. Od roku 1950 je částí města Vsetín. Nachází se na jihozápadě Vsetína. Prochází zde silnice I/69. Je zde evidováno 666 adres. Trvale zde žije 4 493 obyvatel.
Rokytnice leží v katastrálním území Rokytnice u Vsetína o rozloze 8,35 km2.

## Dějiny
Pečeť obecní: Peczet P. obci D. Rokitenskei; ve znaku je rokytí (vrba), od níž má osada jméno.

## Pamětihodnosti
- Vodní elektrárna Křivačkárna
- Dům čp. 74
- Sušárna ovoce u čp. 74